# Izaak Lewin
Izaak Lewin (ur. 1906 w Wieliczce, zm. 1995 w Nowym Jorku) – polsko-amerykańsko-żydowski rabin, historyk i polityk. Nominowany do Pokojowej Nagrody Nobla w 1970 roku.

## Życiorys
Urodził się w 1906 roku w Wieliczce w rodzinie żydowskiej. Jego ojcem był rabin, członek Agudat Israel i poseł na Sejm II RP Aaron Lewin, a pradziadkiem Izaak Schmelkes. Doktorat uzyskał na Uniwersytecie Wiedeńskim, a w 1933 roku został rabinem. Osiadł w Łodzi, gdzie był członkiem jej rady miejskiej. Wyemigrował z Polski po wybuchu II wojny światowej w 1939 roku. Zamieszkał w Stanach Zjednoczonych. Zaangażował się tam w pomoc Żydom; został członkiem Vaad Hatzalah - organizacji zajmującej się ratowaniem Żydów mieszkających w Europie. Po zakończeniu wojny zajmował się pomocą ocalałym z Holokaustu. Doradzał polityką Agudat Israel i został przedstawicielem organizacji w ONZ. Brał udział w pracach nad Deklaracją w sprawie eliminacji wszelkich form nietolerancji i dyskryminacji opartych na religii lub przekonaniach z 25 sierpnia 1981 roku. Od 1944 do 1985 roku wykładał historię Żydów na Yeshiva University.
Prace jego autorstwa ukazywały się w hebrajskim, jidysz, polskim, niemieckim i angielskim. Lewin biegle władał językiem polskim. Zajmował się również opieką nad cmentarzami żydowskimi w Polsce.
W 1988 odznaczony złotą oznaką honorową „Za Zasługi dla Warszawy”. W 1970 roku nominowany do Pokojowej Nagrody Nobla przez Leonarda Farbsteina.